# Duneiras (Ardecha)
Dunière-sur-Eyrieux és un municipi francès situat al departament de l'Ardecha i a la regió d'Alvèrnia-Roine-Alps. L'any 2007 tenia 381 habitants.

## Demografia

### Població
El 2007 la població de fet de Dunière-sur-Eyrieux era de 381 persones. Hi havia 154 famílies de les quals 46 eren unipersonals (17 homes vivint sols i 29 dones vivint soles), 54 parelles sense fills, 50 parelles amb fills i 4 famílies monoparentals amb fills.
La població ha evolucionat segons el següent gràfic:
Habitants censats

### Habitatges
El 2007 hi havia 269 habitatges, 162 eren l'habitatge principal de la família, 93 eren segones residències i 14 estaven desocupats. 253 eren cases i 16 eren apartaments. Dels 162 habitatges principals, 130 estaven ocupats pels seus propietaris, 25 estaven llogats i ocupats pels llogaters i 7 estaven cedits a títol gratuït; 1 tenia una cambra, 4 en tenien dues, 35 en tenien tres, 43 en tenien quatre i 79 en tenien cinc o més. 132 habitatges disposaven pel capbaix d'una plaça de pàrquing. A 60 habitatges hi havia un automòbil i a 76 n'hi havia dos o més.

### Piràmide de població
La piràmide de població per edats i sexe el 2009 era:
| Homes | Edats   | Dones |
| ----- | ------- | ----- |
| 0     | 95 o +  | 0     |
| 0     | 90 a 94 | 4     |
| 0     | 85 a 89 | 4     |
| 0     | 80 a 84 | 0     |
| 4     | 75 a 79 | 12    |
| 16    | 70 a 74 | 8     |
| 24    | 65 a 69 | 12    |
| 12    | 60 a 64 | 20    |
| 16    | 55 a 59 | 24    |
| 4     | 50 a 54 | 4     |
| 8     | 45 a 49 | 8     |
| 12    | 40 a 44 | 8     |
| 4     | 35 a 39 | 12    |
| 8     | 30 a 34 | 12    |
| 8     | 25 a 29 | 8     |
| 8     | 20 a 24 | 4     |
| 16    | 15 a 19 | 8     |
| 8     | 10 a 14 | 16    |
| 4     | 5 a 9   | 8     |
| 8     | 0 a 4   | 0     |

## Economia
El 2007 la població en edat de treballar era de 211 persones, 143 eren actives i 68 eren inactives. De les 143 persones actives 121 estaven ocupades (71 homes i 50 dones) i 23 estaven aturades (6 homes i 17 dones). De les 68 persones inactives 35 estaven jubilades, 10 estaven estudiant i 23 estaven classificades com a «altres inactius».

### Ingressos
El 2009 a Dunière-sur-Eyrieux hi havia 185 unitats fiscals que integraven 418,5 persones, la mediana anual d'ingressos fiscals per persona era de 17.276 €.

### Activitats econòmiques
Dels 15 establiments que hi havia el 2007, 5 eren d'empreses de construcció, 1 d'una empresa de comerç i reparació d'automòbils, 1 d'una empresa d'informació i comunicació, 1 d'una empresa immobiliària, 5 d'empreses de serveis i 2 d'empreses classificades com a «altres activitats de serveis».
Dels 6 establiments de servei als particulars que hi havia el 2009, 2 eren fusteries, 1 lampisteria, 1 electricista, 1 perruqueria i 1 agència immobiliària.
L'any 2000 a Dunière-sur-Eyrieux hi havia 16 explotacions agrícoles que ocupaven un total de 136 hectàrees.

## Equipaments sanitaris i escolars
El 2009 hi havia una escola elemental integrada dins d'un grup escolar amb les comunes properes formant una escola dispersa.

## Poblacions més properes
El següent diagrama mostra les poblacions més properes.